# Балка Глибока (заказник)
Балка Глибока — ландшафтний заказник місцевого значення. Об'єкт розташований на території Кропивницького району Кіровоградської області, поблизу с. Спасове.
Площа — 26,4 га, статус отриманий у 2008 році.